# جاستن سميث
جاستن سميث (بالإنجليزية: Justin Smith)‏ هو شريف أمريكي، ولد في 1968 في ماكفرسون في الولايات المتحدة.